# Grand Tronc
La Compagnie de chemin de fer du Grand Tronc du Canada (Grand Trunk Railway Company of Canada en anglais), couramment appelé le Grand Tronc, est une compagnie de chemin de fer canadienne, créée en 1852, pour relier Montréal à Toronto.
En faillite en 1919, elle est prise en charge par le gouvernement fédéral canadien qui l'intègre en 1923 aux Chemins de fer nationaux du Canada.

## Création

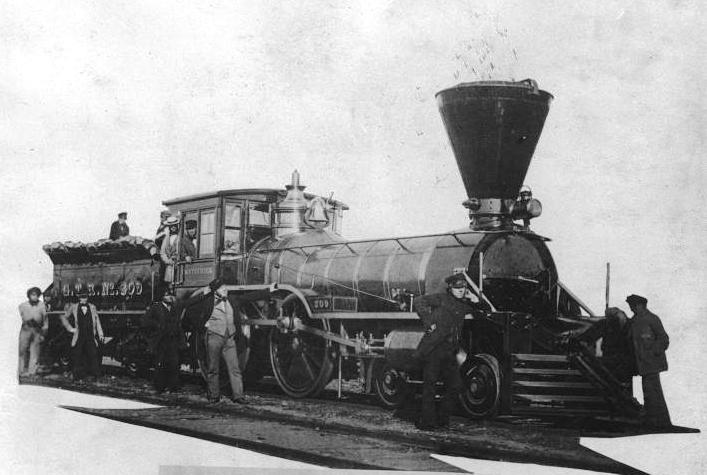
Locomotive « Trevithick » du chemin de fer du Grand Tronc, utilisée pour la maquette du pont Victoria, Montréal, QC, 1859.

En 1852, le gouvernement canadien annonce officiellement son intention de construire un chemin de fer reliant Montréal à Toronto. Le 10 novembre de la même année, la Compagnie de chemin de fer du Grand Tronc du Canada est constituée.
Dès 1853, le Grand Tronc acquiert cinq compagnies de chemin de fer déjà existantes. Ainsi, elle entre en possession des sociétés St. Lawrence and Atlantic Railroad Company, Quebec and Richmond Railroad Company, Toronto and Guelph Railroad Company, Grand Junction Railroad Company et Grand Trunk Railway Company of Canada East.
En 1853, l'important projet du Grand Tronc débute par la construction de la voie reliant Montréal à Toronto. À la fin d'octobre 1856, ce tronçon est terminé et, le mois suivant, le lien se rend jusqu'à Sarnia. Au début des années 1860, la société exploite un chemin de fer qui relie Portland (Maine), aux États-Unis, à Sarnia (Ontario).

## Expansion

### Remise en ordre
Cette expansion, jumelée à un manque de trafic ferroviaire, fait en sorte qu'en 1861, le Grand Tronc a accumulé une dette de plusieurs centaines de milliers de livres sterling. Pour mettre de l'ordre dans les états financiers de l'entreprise, Sir Edward William Watkin, est envoyé de Londres. Une de ses réussites est de faire adopter par le gouvernement canadien une loi, qui réorganise les finances de la société. Le gouvernement s'endette de plus en plus, mais le chemin de fer est sauvé de la faillite.
Dans les années 1880, le Grand Tronc continue à procéder à l'achat d'autres compagnies de chemins de fer. Par exemple, en 1882, elle achète la Great Western Railway Company et, en 1884, la société Midland Railway of Canada.

### L'ère Hays

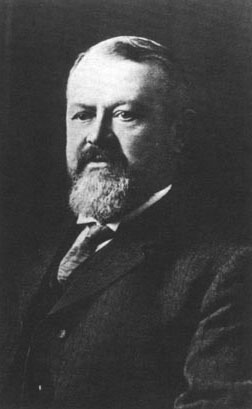
Charles Melville Hays.

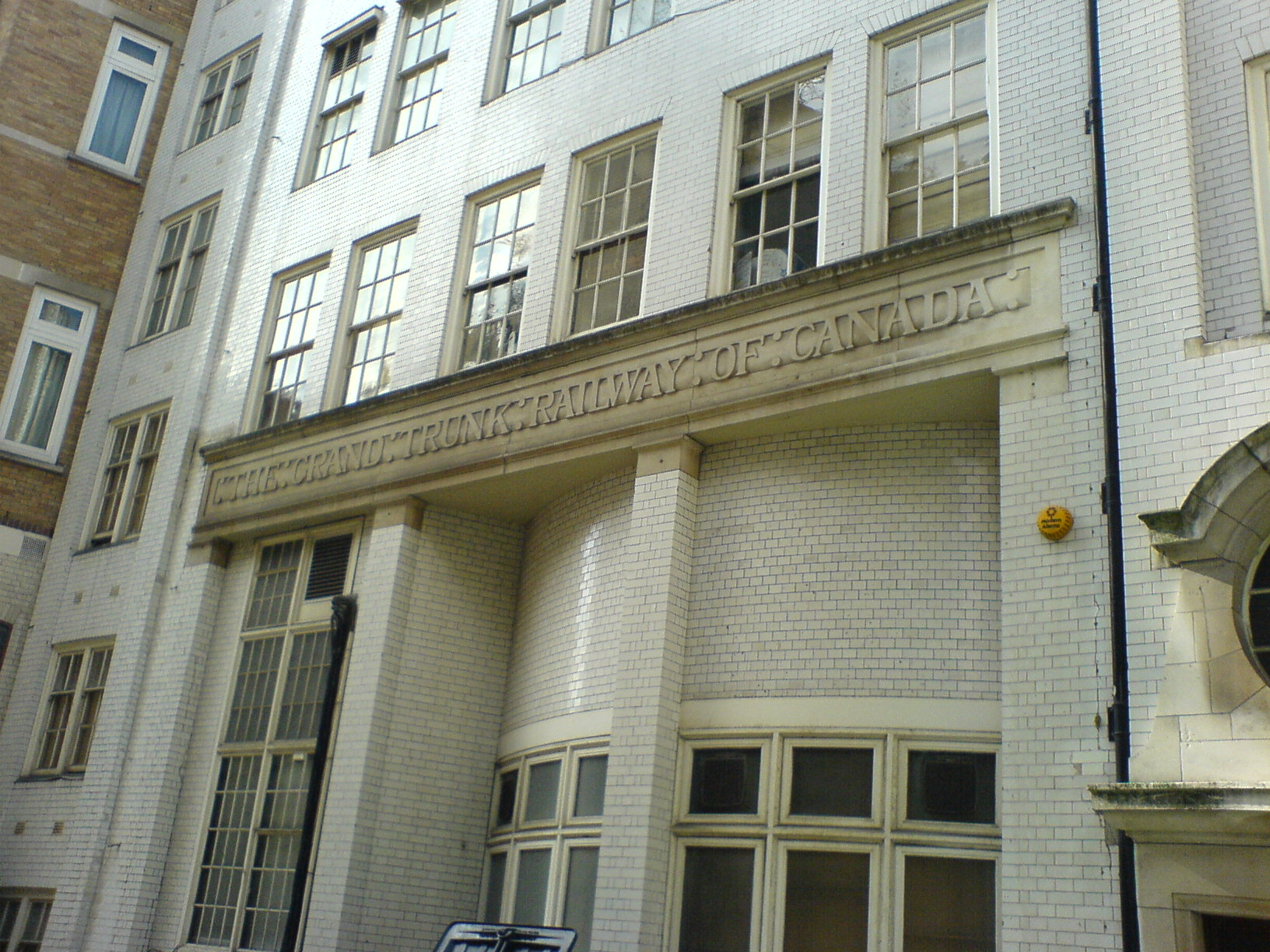
Ancien siège social à Londres.

En 1895 dans les chemins de fer, la Compagnie du Grand Tronc est dans une situation précaire. Sur conseil de John Pierpont Morgan, les dirigeants londoniens de la firme décident de recruter Charles Melville Hays et d'en faire le directeur général. Ses nouvelles fonctions prennent effet le 1er janvier 1896, et il s'installe à Montréal avec sa famille.
Hays se montre déterminé à redresser la compagnie et en restructure la direction en annonçant que les décisions seront prises non plus au conseil d'administration de Londres mais au siège social de Montréal. Il décide également d'une restructuration du réseau par l'ajout de doubles voies et de silos à céréales mais aussi par l'achat de nouvelles locomotives. Il se démarque enfin des directeurs précédents en prenant ses conseils non plus des administrateurs britanniques de la société mais des hommes de terrain canadiens.
Le Canada connaît une période de prospérité, propice à l'expansion de son réseau de chemin de fer. C'est pour Hays un problème, car la direction du Grand Tronc a toujours refusé de s'étendre vers l'ouest à cause des coûts. Face à un nouveau refus de sa hiérarchie, il démissionne et rejoint la Southern Pacific Railroad en 1900. La compagnie étant absorbée par une autre dont il ne partage pas les idées, Hays la quitte en 1902 et reprend son poste au Grand Tronc.
Entre-temps, le climat a changé puisque le premier ministre Wilfrid Laurier propose de financer la compagnie, qui construira une deuxième ligne transcontinentale. Il faut tout d'abord éliminer les rivaux potentiels pour le projet. Hays pense qu'il faut se montrer audacieux, mais le conseil d'administration prône la sécurité. Ce dernier se rallie à ses côtés après un discours dans lequel Hays déclare : « La question n'est pas de savoir ce qu'il adviendra si vous adoptez ce projet, mais ce qu'il adviendra si vous ne l'adoptez pas ! » Son rêve d'un réseau transcontinental prend ainsi forme.

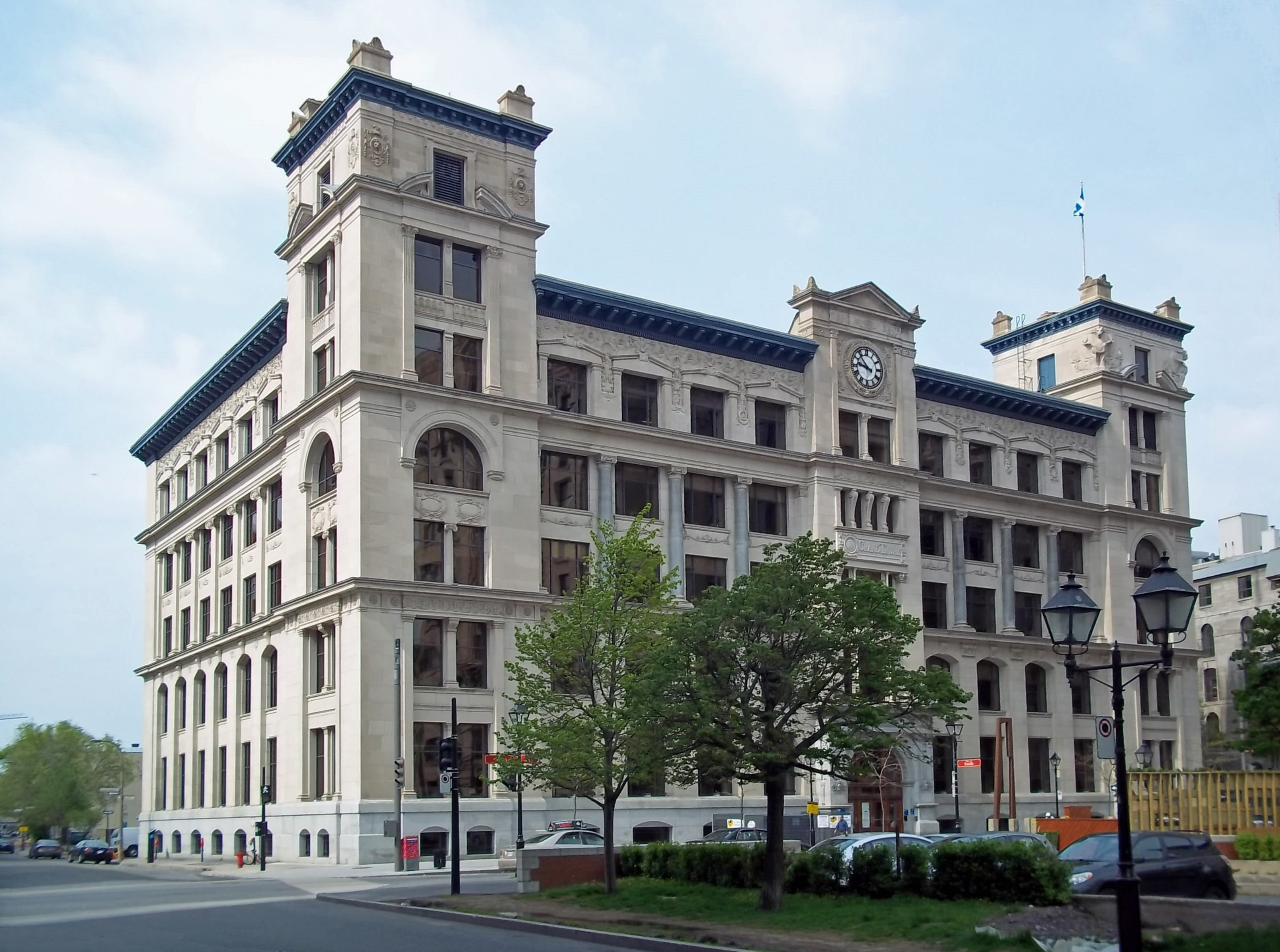
Édifice Grand Tronc, 360 rue McGill, Montréal.

L’imposant bâtiment du Grand Tronc (que l'on appelle Édifice Grand Tronc) fut érigé au 360 rue McGill à Montréal entre 1900 et 1902 par l’architecte américain Richard A. Waite de Buffalo pour y abriter le siège social.
Il envisage également la construction d'une chaîne hôtelière accompagnant son réseau, dont le premier élément doit être le Château Laurier. En 1907, après avoir aidé par ses conseils le chemin de fer japonais, il reçoit l'Ordre du soleil levant. Par la suite, il doit refuser d'être nommé chevalier, ce qui l'aurait privé de la citoyenneté américaine.
En 1909, Hays devient président du Grand Tronc. Sa situation et celle de la compagnie empirent par la suite, et il doit notamment faire face à une révolte syndicale puis une grève. Sa gestion du conflit lui vaut d'être considéré par un membre du gouvernement comme « sans cœur, cruel et tyrannique».

## Faillite
Toutefois, pour faire concurrence au Canadien Pacifique et au Canadian Northern Railway (Chemin de fer Canadien du Nord), le Grand Tronc se lance dans l'aventure transcontinentale en constituant la Grand Trunk Pacific Railway Company. Ce sera un désastre financier, qui mène l'entreprise à la faillite en 1919. Le gouvernement fédéral prend alors le chemin de fer en charge et l'amalgame en 1923 aux Chemins de fer nationaux du Canada, qui deviendront eux-mêmes le Canadien National.

## Archives
- Le fonds d'archives du Chemin de fer du Grand Tronc est conservé au centre d'archives de Québec de Bibliothèque et Archives nationales du Québec[13].